# 니브 캐버노
니브 캐버노(Niamh Kavanagh, 1968년 2월 13일 ~ )는 아일랜드의 가수이다. 2차례의 유로비전 송 콘테스트(1993, 2010)에서 아일랜드 대표로 참가했고 유로비전 송 콘테스트 1993에서 우승을 차지했다.

## 디스코그래피

### 음반
- Flying Blind (1995) – Arista
- Together Alone (with Gerry Carney) (1998) – Random Records